# Warsaw (Missouri)
Warsaw és una població dels Estats Units a l'estat de Missouri. Segons el cens del 2000 tenia 2.070 habitants.

## Demografia
Segons el cens del 2000, Warsaw tenia 2.070 habitants, 923 habitatges, i 539 famílies. La densitat de població era de 403,7 habitants per km².
Dels 923 habitatges en un 24,2% hi vivien nens de menys de 18 anys, en un 44,7% hi vivien parelles casades, en un 10,7% dones solteres, i en un 41,6% no eren unitats familiars. En el 38,6% dels habitatges hi vivien persones soles el 21,5% de les quals corresponia a persones de 65 anys o més que vivien soles. El nombre mitjà de persones vivint en cada habitatge era de 2,12 i el nombre mitjà de persones que vivien en cada família era de 2,78.
Per edats la població es repartia de la següent manera: un 21,7% tenia menys de 18 anys, un 7,1% entre 18 i 24, un 22,9% entre 25 i 44, un 21,2% de 45 a 60 i un 27,1% 65 anys o més.
L'edat mediana era de 44 anys. Per cada 100 dones de 18 o més anys hi havia 77,7 homes.
La renda mediana per habitatge era de 23.583 $ i la renda mediana per família de 33.068 $. Els homes tenien una renda mediana de 24.464 $ mentre que les dones 19.301 $. La renda per capita de la població era de 15.262 $. Entorn del 9,5% de les famílies i el 18,5% de la població estaven per davall del llindar de pobresa.

## Poblacions més properes
El següent diagrama mostra les poblacions més properes.